# SGDC-1
El Geostationary Defense and Strategic Communications Satellite o SGDC (en portuguès: Satélite Geoestácionário de Defesa e Comunicação Estratégicas o bé lit. en català satèl·lit geoestacionari de defensa i comunicacions estratègiques) és un satèl·lit de comunicacions geoestacionari brasiler fabricat per Thales Alenia Space, situat en posició orbital de longitud 75 graus oest i operat per Telebrás. El satèl·lit es basa en la plataforma Spacebus-4000 i la seva vida útil és de 15 anys.
El satèl·lit va ser programat per ser llançat el 21 de març de 2017 a través d'un vehicle Ariane 5 ECA de l'empresa francesa Arianespace, des del Port Espacial Europeu de Kourou a Kourou, Guaiana Francesa. Però a causa d'un "moviment social" del contractista VISIONA Tecnologia Espacial S.A, el llançament va ser posposat pel dia següent, 22 de març. Té una massa de 5.800 kg. El SGDC és equipat amb diversos transponedors de banda Ka i 5 de banda X per proporcionar banda ampla d'Internet i comunicacions pel govern del Brasil i les seves Forces Armades.